# Clathrus ruber
El clatro rojo (Clathrus ruber) es una especie saprofita de hongos de la familia Phallaceae. En muchos lugares se lo conoce como «jaula roja», en referencia a su cuerpo de forma oval, con un enrejado de ramas entrelazadas. Cubierto con una membrana mucosa en sus superficies internas, esta especie no comestible posee un olor fétido, descrito como de carne en descomposición,  con lo que atrae moscas y otros insectos que le ayudan a dispersar sus esporas.

## Descripción
Antes de que se abra la volva, el cuerpo posee una forma de huevo con un interior gelatinoso, y un color blancuzco. Una vez se abre, se convierte en un receptáculo rojo o anaranjado que consiste en una malla esponjosa. Se ha observado una significativa variación en la altura de esta especie, que oscila entre 8 y 20 cm. La gleba oscura y de olor fétido recubre la superficie interior del receptáculo y la zona basal del receptáculo se encuentra rodeada de una volva blanca con un cordón central de micelio. Las esporas son alargadas, suaves, sus dimensiones son 5-6 × 1.7-2 µm.
Esta especie se diferencia de la especie tropical Clathrus crispin por la falta de laminillas corrugadas que rodean cada reticulado del esporocarpio del C. crispin.

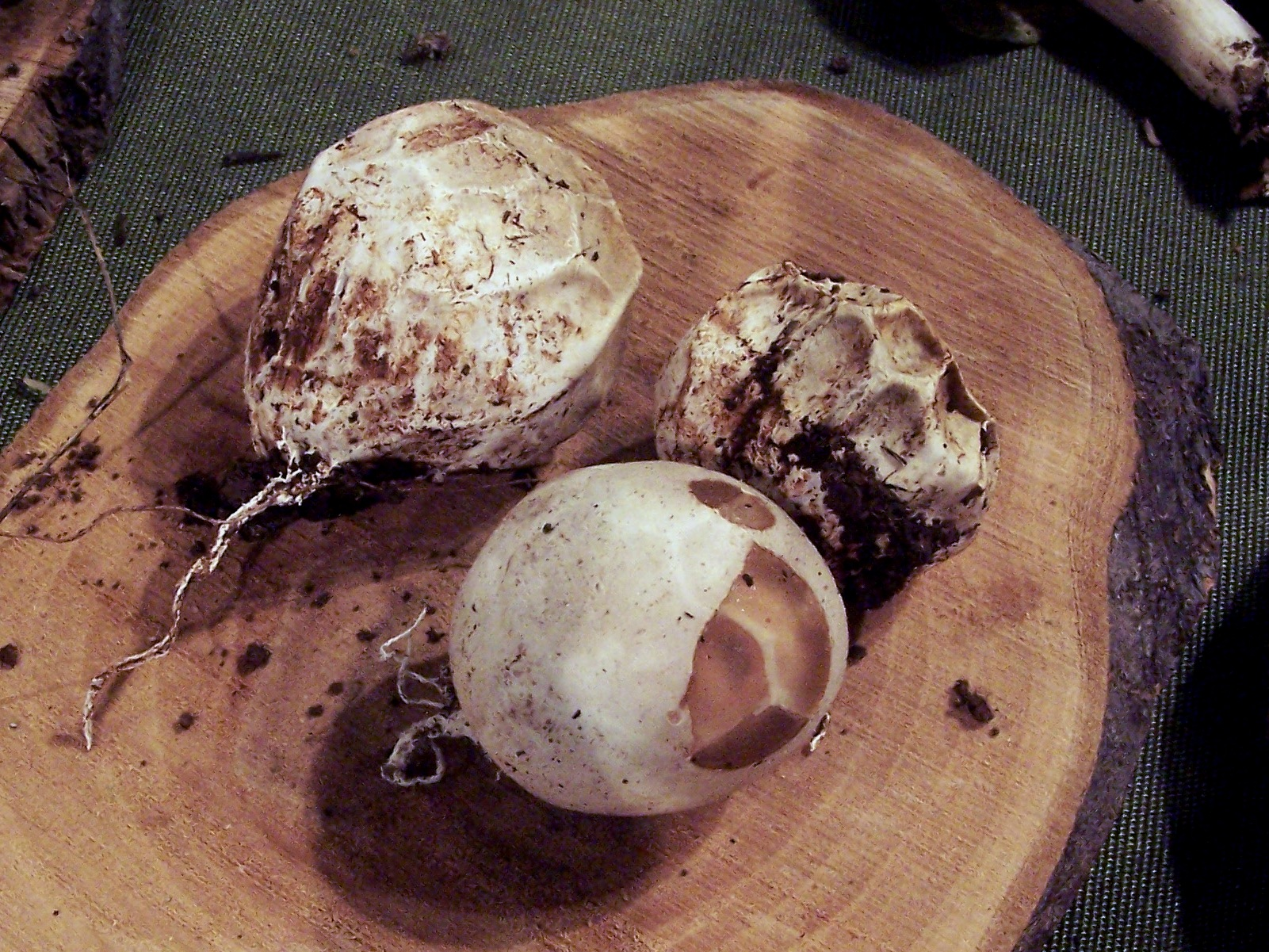
Cuerpos inmaduros en forma de huevo de C. ruber.

### Hábitat
Este hongo crece aislado o en grupos en proximidad de residuos de madera, en praderas de césped, jardines, y tierra cultivada.

## Comestibilidad
Si bien no se ha documentado en forma oficial si C. ruber es o no comestible, su olor fétido disuade a la mayoría de las personas de consumirlo.

En 1854 el Dr. F. Peyre Porcher, de Charleston, Carolina del Sur, Estados Unidos escribió un relato sobre un envenenamiento con esta especie: 
"Luego de que una persona joven comió un poco de este hongo, a las seis horas se quejó de fuertes dolores en el bajo estómago, y tuvo convulsiones violentas. Perdió el habla, y cayó en un estado de sopor, que duró 48 horas. Luego de administrarle un emético devolvió arrojando un fragmento del hongo, con dos lombrices, y mucus, con trazas de sangre. Luego se utilizaron con éxito fomentos con leche, aceite y emolientes."

## Taxonomía
A menudo esta especie ha sido descrita por autores norteamericanos como C. cancellatus Linnaeus, basándose en el Código de Nomenclatura Botánica Norteamericano, el cual está basado en el Species plantarum, 1753 de Linnaeus. De acuerdo al International Code for Botanical Nomenclature, en 1801 se comenzó con la nomenclatura de los Gasteromicetos, y la Synopsis methodica fungorum de Christiaan Hendrik Persoon fue publicada en 1801. Por lo tanto el epíteto específico correcto de esta especie es Clathrus ruber.

## Distribución
El C. ruber se encuentra en Norteamérica, Sudamérica, Australasia, el sureste y suroeste de Europa, Islas Canarias, islas del Caribe, las Azores, Canadá, México, Japón, Francia, el Reino Unido (Isla de Wight, Cornualles y Devon) e Irlanda. En Estados Unidos se ha informado sobre el hallazgo de C. ruber en California, Florida, Georgia, Virginia, Carolina del Norte y Nueva York.
También se le ha encontrado en Córdoba y Salta (Argentina), en Trinidad (Uruguay), en República Dominicana y Cuba. Asimismo, se han encontrado ejemplares de esta especie en San Rafael, Segovia (España), y, además, se han visto en San Sebastián, Gipúzkoa, Asturias, Barcelona, en las Islas Baleares, en Chóvar (Castellón) y en Olanchito, Yoro Honduras, C.A..
C. ruber aparece en el libro rojo de Ucrania.

## Bioquímica
C. ruber, al igual que otros hongos con olores desagradables, bioacumula manganeso. Se cree que este elemento juega algún rol en la descomposición enzimática de la gleba con la formación en este proceso de compuestos con olor. Se han realizado análisis de elementos de la capa exterior gelatinosa, el receptáculo embriónico y la gleba, y la capa gelatinosa, que indican importantes contenidos de potasio, calcio, manganeso y hierro. El calcio estabiliza el gel polisacarídico que protege el carpoforo embriónico (el "tallo" del esporocarpo) de que se seque durante el desarrollo del huevo. Las concentraciones elevadas de otros elementos (comparadas con las del carpoforo en crecimiento) sugiere que la capa gelatinosa posee una función similar a la de una placenta.
Los pigmentos responsables de las coloraciones naranjas y rojas de los frutos maduros son carotenos, predominantemente licopeno y beta caroteno.